# Ophiotreta imperita
Ophiotreta imperita är en ormstjärneart som först beskrevs av Jean Baptiste François René Koehler 1904.  Ophiotreta imperita ingår i släktet Ophiotreta och familjen knotterormstjärnor. Inga underarter finns listade i Catalogue of Life.